# Collegio elettorale di Annecy
Il collegio elettorale di Annecy è stato un collegio elettorale uninominale del Regno di Sardegna, uno degli 8 collegi dell'allora divisione di Annecy. 
Fu istituito con il Regio editto del 17 marzo 1848 ed era costituito dal mandamento di Annecy.
Con la riforma prevista dalla legge 3778 del 1859, del collegio fece parte, anche il mandamento di Thônes. 
In seguito alla cessione della Savoia nel 1860, il collegio cessò di far parte del Regno.

## Dati elettorali
Nel collegio si svolsero votazioni per tutte le sette legislature del Regno di Sardegna. 

### I legislatura
Le votazioni si svolsero in 222 collegi uninominali a doppio turno. Come previsto dal decreto n. 680 del 17 marzo 1848, era eletto al primo turno il candidato che «riunisce in suo favore più del terzo dei voti del total numero dei membri componenti il collegio e più della metà dei suffragi dati dai votanti presenti all'adunanza» (art. 92). Se nessun candidato era eletto, al ballottaggio tra i due candidati con più voti era eletto chi otteneva il maggior numero di voti (art. 93) o, in caso di ugual numero di voti, il maggiore d'età (art. 94).
| Partito                            | Partito                            | Candidato                          | Primo turno 27 aprile 1848 | Primo turno 27 aprile 1848 | Ballottaggio 28 aprile 1848 | Ballottaggio 28 aprile 1848 |
| Partito                            | Partito                            | Candidato                          | Voti                       | %                          | Voti                        | %                           |
| ---------------------------------- | ---------------------------------- | ---------------------------------- | -------------------------- | -------------------------- | --------------------------- | --------------------------- |
|                                    | —                                  | Albert-Eugène Lachenal             | 88                         | 30,88                      | 129                         | 52,65                       |
|                                    | —                                  | Joseph-Melchior de Livet           | 197                        | 69,12                      | 116                         | 47,35                       |
|                                    |                                    |                                    |                            |                            |                             |                             |
| Iscritti                           | Iscritti                           | Iscritti                           | 559                        | 100,00                     | 559                         | 100,00                      |
| ↳ Votanti (% su iscritti)          | ↳ Votanti (% su iscritti)          | ↳ Votanti (% su iscritti)          | 419                        | 74,96                      | 246                         | 44,01                       |
| ↳ Voti validi (% su votanti)       | ↳ Voti validi (% su votanti)       | ↳ Voti validi (% su votanti)       | 285                        | 68,02                      | 245                         | 99,59                       |
| ↳ Schede non valide (% su votanti) | ↳ Schede non valide (% su votanti) | ↳ Schede non valide (% su votanti) | 134                        | 31,98                      | 1                           | 0,41                        |
| ↳ Astenuti (% su iscritti)         | ↳ Astenuti (% su iscritti)         | ↳ Astenuti (% su iscritti)         | 140                        | 25,04                      | 313                         | 55,99                       |

L'elezione fu annullata il 12 maggio 1848 per irregolarità nelle procedure. Il collegio fu riconvocato. 
| Partito                            | Partito                            | Candidato                          | Primo turno 26 giugno 1848 | Primo turno 26 giugno 1848 | Ballottaggio 27 giugno 1848 | Ballottaggio 27 giugno 1848 |
| Partito                            | Partito                            | Candidato                          | Voti                       | %                          | Voti                        | %                           |
| ---------------------------------- | ---------------------------------- | ---------------------------------- | -------------------------- | -------------------------- | --------------------------- | --------------------------- |
|                                    | —                                  | Aimé Levet                         | 108                        | 71,05                      | 133                         | 60,45                       |
|                                    | —                                  | Joseph-Melchior de Livet           | 44                         | 28,95                      | 87                          | 39,55                       |
|                                    |                                    |                                    |                            |                            |                             |                             |
| Iscritti                           | Iscritti                           | Iscritti                           | 559                        | 100,00                     | 559                         | 100,00                      |
| ↳ Votanti (% su iscritti)          | ↳ Votanti (% su iscritti)          | ↳ Votanti (% su iscritti)          | 231                        | 41,32                      | 222                         | 39,71                       |
| ↳ Voti validi (% su votanti)       | ↳ Voti validi (% su votanti)       | ↳ Voti validi (% su votanti)       | 152                        | 65,80                      | 220                         | 99,10                       |
| ↳ Schede non valide (% su votanti) | ↳ Schede non valide (% su votanti) | ↳ Schede non valide (% su votanti) | 79                         | 34,20                      | 2                           | 0,90                        |
| ↳ Astenuti (% su iscritti)         | ↳ Astenuti (% su iscritti)         | ↳ Astenuti (% su iscritti)         | 328                        | 58,68                      | 337                         | 60,29                       |

### II legislatura
Le votazioni si svolsero in 222 collegi uninominali a doppio turno con la stessa normativa precedente (al primo turno un numero di voti maggiore di un terzo degli iscritti).
| Partito                            | Partito                            | Candidato                          | Risultati 22 gennaio 1849 | Risultati 22 gennaio 1849 |
| Partito                            | Partito                            | Candidato                          | Voti                      | %                         |
| ---------------------------------- | ---------------------------------- | ---------------------------------- | ------------------------- | ------------------------- |
|                                    | —                                  | Antonio Mathieu                    | 319                       | 82,43                     |
|                                    | —                                  | Francesco Maria Auclair            | 68                        | 17,57                     |
|                                    |                                    |                                    |                           |                           |
| Iscritti                           | Iscritti                           | Iscritti                           | 561                       | 100,00                    |
| ↳ Votanti (% su iscritti)          | ↳ Votanti (% su iscritti)          | ↳ Votanti (% su iscritti)          | 418                       | 74,51                     |
| ↳ Voti validi (% su votanti)       | ↳ Voti validi (% su votanti)       | ↳ Voti validi (% su votanti)       | 387                       | 92,58                     |
| ↳ Schede non valide (% su votanti) | ↳ Schede non valide (% su votanti) | ↳ Schede non valide (% su votanti) | 31                        | 7,42                      |
| ↳ Astenuti (% su iscritti)         | ↳ Astenuti (% su iscritti)         | ↳ Astenuti (% su iscritti)         | 143                       | 25,49                     |

### III legislatura
Le votazioni si svolsero in 204 collegi uninominali a doppio turno con la normativa del 1848 (al primo turno un numero di voti maggiore di un terzo degli iscritti).
| Partito                            | Partito                            | Candidato                          | Risultati 15 luglio 1849 | Risultati 15 luglio 1849 |
| Partito                            | Partito                            | Candidato                          | Voti                     | %                        |
| ---------------------------------- | ---------------------------------- | ---------------------------------- | ------------------------ | ------------------------ |
|                                    | —                                  | Antonio Mathieu                    | 269                      | 87,06                    |
|                                    | —                                  | Francesco Maria Auclair            | 40                       | 12,94                    |
|                                    |                                    |                                    |                          |                          |
| Iscritti                           | Iscritti                           | Iscritti                           | 579                      | 100,00                   |
| ↳ Votanti (% su iscritti)          | ↳ Votanti (% su iscritti)          | ↳ Votanti (% su iscritti)          | 320                      | 55,27                    |
| ↳ Voti validi (% su votanti)       | ↳ Voti validi (% su votanti)       | ↳ Voti validi (% su votanti)       | 309                      | 96,56                    |
| ↳ Schede non valide (% su votanti) | ↳ Schede non valide (% su votanti) | ↳ Schede non valide (% su votanti) | 11                       | 3,44                     |
| ↳ Astenuti (% su iscritti)         | ↳ Astenuti (% su iscritti)         | ↳ Astenuti (% su iscritti)         | 259                      | 44,73                    |

Il 18 settembre 1849 l'onorevole Mathieu fu nominato intendente generale della Divisione di Cuneo, e conseguentemente decadde dalla carica di deputato. Il collegio fu riconvocato.
| Partito                            | Partito                            | Candidato                          | Primo turno 23 settembre 1849 | Primo turno 23 settembre 1849 | Ballottaggio 24 settembre 1849 | Ballottaggio 24 settembre 1849 |
| Partito                            | Partito                            | Candidato                          | Voti                          | %                             | Voti                           | %                              |
| ---------------------------------- | ---------------------------------- | ---------------------------------- | ----------------------------- | ----------------------------- | ------------------------------ | ------------------------------ |
|                                    | —                                  | Joseph-Melchior de Livet           | 173                           | 65,78                         | 177                            | 66,29                          |
|                                    | —                                  | Francesco Maria Auclair            | 90                            | 34,22                         | 90                             | 33,71                          |
|                                    |                                    |                                    |                               |                               |                                |                                |
| Iscritti                           | Iscritti                           | Iscritti                           | 577                           | 100,00                        | 577                            | 100,00                         |
| ↳ Votanti (% su iscritti)          | ↳ Votanti (% su iscritti)          | ↳ Votanti (% su iscritti)          | 272                           | 47,14                         | 270                            | 46,79                          |
| ↳ Voti validi (% su votanti)       | ↳ Voti validi (% su votanti)       | ↳ Voti validi (% su votanti)       | 263                           | 96,69                         | 267                            | 98,89                          |
| ↳ Schede non valide (% su votanti) | ↳ Schede non valide (% su votanti) | ↳ Schede non valide (% su votanti) | 9                             | 3,31                          | 3                              | 1,11                           |
| ↳ Astenuti (% su iscritti)         | ↳ Astenuti (% su iscritti)         | ↳ Astenuti (% su iscritti)         | 305                           | 52,86                         | 307                            | 53,21                          |

### IV legislatura
Le votazioni si svolsero in 204 collegi uninominali a doppio turno con la normativa del 1848 (al primo turno un numero di voti maggiore di un terzo degli iscritti).
| Partito                            | Partito                            | Candidato                          | Risultati 9 dicembre 1849 | Risultati 9 dicembre 1849 |
| Partito                            | Partito                            | Candidato                          | Voti                      | %                         |
| ---------------------------------- | ---------------------------------- | ---------------------------------- | ------------------------- | ------------------------- |
|                                    | —                                  | Joseph-Melchior de Livet           | 336                       | 79,43                     |
|                                    | —                                  | Francesco Maria Auclair            | 87                        | 20,57                     |
|                                    |                                    |                                    |                           |                           |
| Iscritti                           | Iscritti                           | Iscritti                           | 575                       | 100,00                    |
| ↳ Votanti (% su iscritti)          | ↳ Votanti (% su iscritti)          | ↳ Votanti (% su iscritti)          | 444                       | 77,22                     |
| ↳ Voti validi (% su votanti)       | ↳ Voti validi (% su votanti)       | ↳ Voti validi (% su votanti)       | 423                       | 95,27                     |
| ↳ Schede non valide (% su votanti) | ↳ Schede non valide (% su votanti) | ↳ Schede non valide (% su votanti) | 21                        | 4,73                      |
| ↳ Astenuti (% su iscritti)         | ↳ Astenuti (% su iscritti)         | ↳ Astenuti (% su iscritti)         | 131                       | 22,78                     |

L'onorevole de Livet si dimise il 20 novembre 1851. Il collegio fu riconvocato. Il collegio fu riconvocato.
| Partito                            | Partito                            | Candidato                          | Primo turno 15 dicembre 1851 | Primo turno 15 dicembre 1851 | Ballottaggio 17 dicembre 1851 | Ballottaggio 17 dicembre 1851 |
| Partito                            | Partito                            | Candidato                          | Voti                         | %                            | Voti                          | %                             |
| ---------------------------------- | ---------------------------------- | ---------------------------------- | ---------------------------- | ---------------------------- | ----------------------------- | ----------------------------- |
|                                    | —                                  | Alexandre Guillet                  | 180                          | 90,45                        | 150                           | 100,00                        |
|                                    | —                                  | Francesco Maria Auclair            | 19                           | 9,55                         |                               |                               |
|                                    |                                    |                                    |                              |                              |                               |                               |
| Iscritti                           | Iscritti                           | Iscritti                           | 585                          | 100,00                       | 585                           | 100,00                        |
| ↳ Votanti (% su iscritti)          | ↳ Votanti (% su iscritti)          | ↳ Votanti (% su iscritti)          | 257                          | 43,93                        | 175                           | 29,91                         |
| ↳ Voti validi (% su votanti)       | ↳ Voti validi (% su votanti)       | ↳ Voti validi (% su votanti)       | 199                          | 77,43                        | 150                           | 85,71                         |
| ↳ Schede non valide (% su votanti) | ↳ Schede non valide (% su votanti) | ↳ Schede non valide (% su votanti) | 58                           | 22,57                        | 25                            | 14,29                         |
| ↳ Astenuti (% su iscritti)         | ↳ Astenuti (% su iscritti)         | ↳ Astenuti (% su iscritti)         | 328                          | 56,07                        | 410                           | 70,09                         |

L'elezione fu annullata il 23 dicembre 1851 perché l'eletto non aveva esercitato consecutivamente per tre anni le cariche coperte dall'eletto nell'ordine giudiziario onde ottenere la inamovibilità prescritta dallo Statuto. Il collegio fu riconvocato.
| Partito                            | Partito                            | Candidato                          | Primo turno 19 gennaio 1852 | Primo turno 19 gennaio 1852 | Ballottaggio 20 gennaio 1852 | Ballottaggio 20 gennaio 1852 |
| Partito                            | Partito                            | Candidato                          | Voti                        | %                           | Voti                         | %                            |
| ---------------------------------- | ---------------------------------- | ---------------------------------- | --------------------------- | --------------------------- | ---------------------------- | ---------------------------- |
|                                    | —                                  | François Bachet                    | 79                          | 54,86                       | 117                          | 53,18                        |
|                                    | —                                  | Alexandre De Menthon               | 65                          | 45,14                       | 103                          | 46,82                        |
|                                    |                                    |                                    |                             |                             |                              |                              |
| Iscritti                           | Iscritti                           | Iscritti                           | 585                         | 100,00                      | 585                          | 100,00                       |
| ↳ Votanti (% su iscritti)          | ↳ Votanti (% su iscritti)          | ↳ Votanti (% su iscritti)          | 159                         | 27,18                       | 274                          | 46,84                        |
| ↳ Voti validi (% su votanti)       | ↳ Voti validi (% su votanti)       | ↳ Voti validi (% su votanti)       | 144                         | 90,57                       | 220                          | 80,29                        |
| ↳ Schede non valide (% su votanti) | ↳ Schede non valide (% su votanti) | ↳ Schede non valide (% su votanti) | 15                          | 9,43                        | 54                           | 19,71                        |
| ↳ Astenuti (% su iscritti)         | ↳ Astenuti (% su iscritti)         | ↳ Astenuti (% su iscritti)         | 426                         | 72,82                       | 311                          | 53,16                        |

L'onorevole Bachet si dimise dalla carica il 16 marzo 1853. Il collegio fu riconvocato.
| Partito                            | Partito                            | Candidato                          | Primo turno 17 aprile 1853 | Primo turno 17 aprile 1853 | Ballottaggio 19 aprile 1853 | Ballottaggio 19 aprile 1853 |
| Partito                            | Partito                            | Candidato                          | Voti                       | %                          | Voti                        | %                           |
| ---------------------------------- | ---------------------------------- | ---------------------------------- | -------------------------- | -------------------------- | --------------------------- | --------------------------- |
|                                    | —                                  | Albert-Eugène Lachenal             | 167                        | 98,24                      | 118                         | 100,00                      |
|                                    | —                                  | François Croset                    | 3                          | 1,76                       |                             |                             |
|                                    |                                    |                                    |                            |                            |                             |                             |
| Iscritti                           | Iscritti                           | Iscritti                           | 610                        | 100,00                     | 610                         | 100,00                      |
| ↳ Votanti (% su iscritti)          | ↳ Votanti (% su iscritti)          | ↳ Votanti (% su iscritti)          | 185                        | 30,33                      | 122                         | 20,00                       |
| ↳ Voti validi (% su votanti)       | ↳ Voti validi (% su votanti)       | ↳ Voti validi (% su votanti)       | 170                        | 91,89                      | 118                         | 96,72                       |
| ↳ Schede non valide (% su votanti) | ↳ Schede non valide (% su votanti) | ↳ Schede non valide (% su votanti) | 15                         | 8,11                       | 4                           | 3,28                        |
| ↳ Astenuti (% su iscritti)         | ↳ Astenuti (% su iscritti)         | ↳ Astenuti (% su iscritti)         | 425                        | 69,67                      | 488                         | 80,00                       |

### V legislatura
Le votazioni si svolsero in 204 collegi uninominali a doppio turno con la normativa del 1848 (al primo turno un numero di voti maggiore di un terzo degli iscritti).
| Partito                            | Partito                            | Candidato                          | Risultati 8 dicembre 1853 | Risultati 8 dicembre 1853 |
| Partito                            | Partito                            | Candidato                          | Voti                      | %                         |
| ---------------------------------- | ---------------------------------- | ---------------------------------- | ------------------------- | ------------------------- |
|                                    | —                                  | Albert-Eugène Lachenal             | 250                       | 96,15                     |
|                                    | —                                  | François Bachet                    | 10                        | 3,85                      |
|                                    |                                    |                                    |                           |                           |
| Iscritti                           | Iscritti                           | Iscritti                           | 658                       | 100,00                    |
| ↳ Votanti (% su iscritti)          | ↳ Votanti (% su iscritti)          | ↳ Votanti (% su iscritti)          | 282                       | 42,86                     |
| ↳ Voti validi (% su votanti)       | ↳ Voti validi (% su votanti)       | ↳ Voti validi (% su votanti)       | 260                       | 92,20                     |
| ↳ Schede non valide (% su votanti) | ↳ Schede non valide (% su votanti) | ↳ Schede non valide (% su votanti) | 22                        | 7,80                      |
| ↳ Astenuti (% su iscritti)         | ↳ Astenuti (% su iscritti)         | ↳ Astenuti (% su iscritti)         | 376                       | 57,14                     |

L'onorevole Bachet si dimise dalla carica il 4 dicembre 1854. Il collegio fu riconvocato.
| Partito                            | Partito                            | Candidato                          | Primo turno 31 dicembre 1854 | Primo turno 31 dicembre 1854 | Ballottaggio 3 gennaio 1855 | Ballottaggio 3 gennaio 1855 |
| Partito                            | Partito                            | Candidato                          | Voti                         | %                            | Voti                        | %                           |
| ---------------------------------- | ---------------------------------- | ---------------------------------- | ---------------------------- | ---------------------------- | --------------------------- | --------------------------- |
|                                    | —                                  | Albert-Eugène Lachenal             | 103                          | 96,26                        | 89                          | 96,74                       |
|                                    | —                                  | Felix Germain                      | 4                            | 3,74                         | 3                           | 3,26                        |
|                                    |                                    |                                    |                              |                              |                             |                             |
| Iscritti                           | Iscritti                           | Iscritti                           | 610                          | 100,00                       | 610                         | 100,00                      |
| ↳ Votanti (% su iscritti)          | ↳ Votanti (% su iscritti)          | ↳ Votanti (% su iscritti)          | 114                          | 18,69                        | 97                          | 15,90                       |
| ↳ Voti validi (% su votanti)       | ↳ Voti validi (% su votanti)       | ↳ Voti validi (% su votanti)       | 107                          | 93,86                        | 92                          | 94,85                       |
| ↳ Schede non valide (% su votanti) | ↳ Schede non valide (% su votanti) | ↳ Schede non valide (% su votanti) | 7                            | 6,14                         | 5                           | 5,15                        |
| ↳ Astenuti (% su iscritti)         | ↳ Astenuti (% su iscritti)         | ↳ Astenuti (% su iscritti)         | 496                          | 81,31                        | 513                         | 84,10                       |

### VI legislatura
Le votazioni si svolsero in 204 collegi uninominali a doppio turno dopo la modifica dei collegi della Sardegna nel 1856; venne applicata la normativa del 1848 (al primo turno un numero di voti maggiore di un terzo degli iscritti).
| Partito                            | Partito                            | Candidato                          | Risultati 15 novembre 1857 | Risultati 15 novembre 1857 |
| Partito                            | Partito                            | Candidato                          | Voti                       | %                          |
| ---------------------------------- | ---------------------------------- | ---------------------------------- | -------------------------- | -------------------------- |
|                                    | —                                  | Alexandre Guillet                  | 214                        | 62,94                      |
|                                    | —                                  | Camillo Benso, conte di Cavour     | 126                        | 37,06                      |
|                                    |                                    |                                    |                            |                            |
| Iscritti                           | Iscritti                           | Iscritti                           | 638                        | 100,00                     |
| ↳ Votanti (% su iscritti)          | ↳ Votanti (% su iscritti)          | ↳ Votanti (% su iscritti)          | 361                        | 56,58                      |
| ↳ Voti validi (% su votanti)       | ↳ Voti validi (% su votanti)       | ↳ Voti validi (% su votanti)       | 340                        | 94,18                      |
| ↳ Schede non valide (% su votanti) | ↳ Schede non valide (% su votanti) | ↳ Schede non valide (% su votanti) | 21                         | 5,82                       |
| ↳ Astenuti (% su iscritti)         | ↳ Astenuti (% su iscritti)         | ↳ Astenuti (% su iscritti)         | 277                        | 43,42                      |

### VII legislatura
Le votazioni si svolsero in 387 collegi uninominali a doppio turno. Come previsto dalla legge elettorale del 20 novembre 1859, era eletto al primo turno il candidato che «riunisce in suo favore più del terzo dei voti del total numero dei membri componenti il collegio e più della metà dei suffragi dati dai votanti presenti all'adunanza» (art. 91). Se nessun candidato era eletto, al ballottaggio tra i due candidati con più voti era eletto chi otteneva il maggior numero di voti (art. 92) o, in caso di ugual numero di voti, il maggiore d'età (art. 93).
| Partito                            | Partito                            | Candidato                          | Primo turno 25 marzo 1860 | Primo turno 25 marzo 1860 | Ballottaggio 29 marzo 1860 | Ballottaggio 29 marzo 1860 |
| Partito                            | Partito                            | Candidato                          | Voti                      | %                         | Voti                       | %                          |
| ---------------------------------- | ---------------------------------- | ---------------------------------- | ------------------------- | ------------------------- | -------------------------- | -------------------------- |
|                                    | —                                  | Jacques Replat                     | 159                       | 85,03                     | 251                        | 87,15                      |
|                                    | —                                  | Aimé Levet                         | 28                        | 14,97                     | 37                         | 12,85                      |
|                                    |                                    |                                    |                           |                           |                            |                            |
| Iscritti                           | Iscritti                           | Iscritti                           | 1 490                     | 100,00                    | 1 490                      | 100,00                     |
| ↳ Votanti (% su iscritti)          | ↳ Votanti (% su iscritti)          | ↳ Votanti (% su iscritti)          | 198                       | 13,29                     | 293                        | 19,66                      |
| ↳ Voti validi (% su votanti)       | ↳ Voti validi (% su votanti)       | ↳ Voti validi (% su votanti)       | 187                       | 94,44                     | 288                        | 98,29                      |
| ↳ Schede non valide (% su votanti) | ↳ Schede non valide (% su votanti) | ↳ Schede non valide (% su votanti) | 11                        | 5,56                      | 5                          | 1,71                       |
| ↳ Astenuti (% su iscritti)         | ↳ Astenuti (% su iscritti)         | ↳ Astenuti (% su iscritti)         | 1 292                     | 86,71                     | 1 197                      | 80,34                      |